# Ravano Dalle Carceri
Ravano dalle Carceri (mort el 1216) va ser un noble llombard. Va ser un dels primers triarques de Negrepont des de 1205.

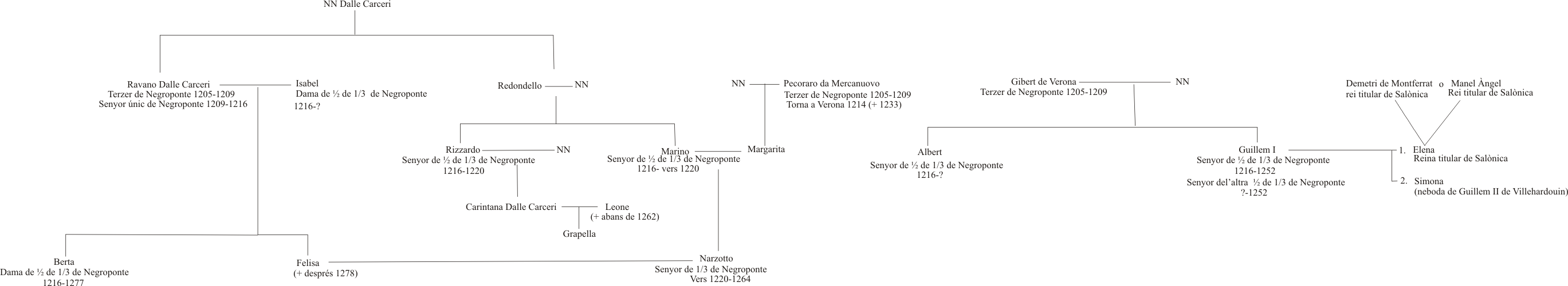
Familia de Ravano i els seus successors immediats

El 1205 Ravano estava entre els que van dirigir les forces llatines en la presa de l'illa de Eubea a l'Imperi Romà d'Orient com a part de la Quarta Croada. L'illa estava subjecta feudalment al Regne de Tessalònica i a l'agost el rei Bonifaci I de Montferrat va dividir l'illa en tres parts, atorgant probablement el terç central a Ravano. Els governants d'Eubea (Negroponte per als italians) van ser anomenats terzieri (terzers o triarques: govern de tres.
El 1209, després que els col·legues terzers Peccoraro da Mercanuovo i Gibert da Verona (emparentat amb Ravano), van decidir el primer tornar a Itàlia (cosa que va fer el 1214) i el segon va morir, Ravano va prendre el control de tota l'illa i es va rebel·lar contra el seu sobirà nominal, Demetri de Montferrat. La República de Venècia, a qui corresponia l'illa segons el repartiment de 1204, va reconèixer la seva independència com a senyor de Negrepont i Ravano va acceptar la sobirania de Venècia el març. No obstant això, els rebels van ser derrotats al maig i Ravano va haver de reconèixer la sobirania de l'emperador Enric (1206-1216). En aquest mateix any va frustrar la conspiració del seu antic aliat Hubert de Biandrate, governador de Tessalònica que l'emperador Enric havia havia fet fora, que havia planejat prendre la vida del sobirà. Va tenir èxit en mantenir el seu govern fins a la seva mort.
Ravano es va poder casar amb Isabel, una dona casada (suposadamente una trobairitz) amb la que convivia, en algun moment anterior al 25 de maig de 1212, quan, després d'enviudar, l'Arquebisbe d'Atenes va rebre la dispensa de l'Papa Innocenci III per realitzar el matrimoni.
Ravano no va fer cap previsió per la seva principat a la llum de la seva mort i es va deixar que el batlle venecià dividís Eubea entre sis parts el 1217. El terç septentrional, amb capital a Oreos, va ser dividit entre els nebots de Ravano, Merino i Rizzardo; el terç central, amb la capital de l'illa, Calcis, va ser dividit entre la seva vídua, Isabel, i la seva filla gran Berta, i el terç meridional, amb capital a Carist, va ser dividit entre els hereus de Gibert de Verona, Guillem i Albert.